# Proclea grafii
Proclea grafii är en ringmaskart som först beskrevs av Langerhans 1884.  I den svenska databasen Dyntaxa används istället namnet Proclea graffii. Proclea grafii ingår i släktet Proclea och familjen Terebellidae. Arten är reproducerande i Sverige. Inga underarter finns listade i Catalogue of Life.